# ناحیه الین، شهرستان یونیون، اوهایو
شهرستان الین، بخش یونیون، اوهایو (به انگلیسی: Allen Township, Union County, Ohio) یک منطقهٔ مسکونی در ایالات متحده آمریکا است که در اوهایو واقع شده‌است.

## خصوصیات
شهرستان الین ۷۸٫۰ کیلومترمربع مساحت و ۱٬۵۱۸ نفر جمعیت دارد و ۳۱۳ متر بالاتر از سطح دریا واقع شده‌است.